# Pyrénée
Pyrénée es una novela gráfica infantil francesa de 1998 (bande dessinée) creada por Regis Loisel y Philippe Sternis, sobre una niña salvaje desnuda que es criada en las montañas de los Pirineos franceses por un oso .

## Trama
Cuando un gran terremoto devasta una ciudad en los Pirineos franceses, un oso escapa de un circo en la confusión y luego encuentra a una niña pequeña cuya madre ha muerto en el terremoto. El oso rescata a la niña (y su osito de peluche ) y la cría como su propio cachorro como una versión femenina del Mowgli de Rudyard Kipling, en lo alto de las montañas inaccesibles, nombrándola "Pyrénée" en su honor. Llegaron a un lugar donde el pequeño Pyrénée se quitó el collar para liberar al oso y encontraron la cueva. Más tarde, también aprende filosofía y sabiduría de un águila vieja ciega, se enseñó a sí misma como cazadora y pescadora, y finalmente tiene que intentar regresar a la sociedad humana.

## Inspiraciones
La historia se pudo haber inspirado en dos niños ferales que vivieron en los Pirineos franceses; la Niña de Issaux, perdida en la nieve a la edad de 8 años y capturada a los 16 (alrededor de 1719), y también La Folle des Pyrénées  (capturada en 1807 a la edad de 40 años) que fue no salvaje, pero vivía con los osos. La historia también traza algunos paralelos con otra historia de un niño salvaje de origen francés: Víctor de Aveyron .